# Ро (літера)
Ро (велика Ρ, мала ρ або ϱ) — сімнадцята літера грецької абетки, в системі грецьких чисел, має значення 100.  До літер, що утворились від грецької Ро, належать латинська R та кирилична Р.
В TeX {\displaystyle \rho \,} — \rho, {\displaystyle \mathrm {P} } — \Rho. У фізиці позначає густину та питомий опір.

## Значення
- В фізиці, літерою ρ позначають густину.